# (127870) Vigo
(127870) Vigo (asteroide n.º 127870) es un asteroide del cinturón principal, descubierto el 24 de marzo de 2003 por los astrónomos Ignacio Ferrín y Carlos Alberto Leal en el Observatorio Astronómico Nacional de Llano del Hato, ubicado en la Cordillera de Mérida, Venezuela.
Su nombre es un homenaje a la ciudad de Vigo, ciudad natal de Ferrín, y desde donde avistó su primer cuerpo celeste.
Posee una excentricidad de 0,1928124 y un inclinación de 3,72490º.